# Chocolate com Pimenta
Chocolate com Pimenta é uma telenovela brasileira produzida e exibida pela TV Globo de 8 de setembro de 2003 a 7 de maio de 2004, em 209 capítulos. Substituiu Agora É que São Elas e foi substituída por Cabocla, sendo a 63ª "novela das seis" exibida pela emissora. 
Teve a autoria de Walcyr Carrasco, com colaboração de Thelma Guedes, teve direção de Jorge Fernando, Fabrício Mamberti e Fred Mayrink. A direção geral foi de Fabrício Mamberti e a direção de núcleo de Jorge Fernando. A novela é inspirada na opereta A Viúva Alegre, escrita por Franz Lehár e na peça A Visita da Velha Senhora, de  Friedrich Dürrenmatt, esta por sua vez inspirou também outras novelas, como Os Inocentes de Ivani Ribeiro (TV Tupi, 1974).
Contou com Mariana Ximenes, Murilo Benício, Priscila Fantin, Angelo Paes Leme, Caco Ciocler, Tarcísio Filho, Guilherme Vieira e Elizabeth Savala.

## Enredo

### Primeira fase
Em 1922, Ana Francisca (Mariana Ximenes), uma jovem humilde, muda-se para a fictícia cidade de Ventura após perder o seu pai, que foi morto por grileiros. Ela passa a conviver no sítio com sua avó Carmem (Laura Cardoso), seu tio Margarido (Osmar Prado) e a filha deste, Márcia (Drica Moraes), seu primo Timóteo (Marcello Novaes), que secretamente é apaixonado por ela, e Dália (Carla Daniel).
Ana, Margarido, Timóteo e Dália trabalham  na fábrica de chocolates Bombom, fundada por Ludovico (Ary Fontoura), que mora em Buenos Aires, e é administra por sua irmã, Jezebel (Elizabeth Savalla), que aplica vários desfalques na empresa. Ao saber das falcatruas da irmã, Ludovico volta ao Brasil
Carmem consegue uma bolsa de estudo e Ana passa a estudar na escola da cidade, onde sua aparência simples vira alvo de piadas de suas colegas, principalmente de Olga (Priscila Fantin), filha do delegado Terêncio (Ernani Moraes), e da dona de casa Marieta (Tânia Bondezan). Olga é namorada de Danilo (Murilo Benício), bon-vivant e sobrinho do  prefeito Vivaldo (Fúlvio Stefanini), e de Bárbara (Lília Cabral), que moram com sua filha Estelinha (Marcela Barrozo).
Danilo se apaixona por Ana, e eles começam a namorar, despertando o horror de Olga, e de Bárbara, que a rejeita por ser pobre. Elas contam com a ajuda de Peixoto (Ângelo Paes Leme), policial que é apaixonado por Olga. Durante o baile de formatura, Ana é humilhada na frente de todos ao tomar um banho de tinta verde. Ana termina com Danilo, mesmo estando grávida do rapaz, que não sabe da situação. Ana aceita casar-se com Ludovico visando apenas dar um nome ao seu filho, e eles se mudam-se para Buenos Aires, onde a moça recebe aulas de etiqueta e um "banho de loja".

Mariana Ximenes como Ana Francisca, na 1ª e na 2ª fase da trama.

### Segunda fase
Passados sete anos e após a morte de Ludovico, Ana, decidida a se vingar daqueles que riram dela, volta à Ventura junto de seu filho, Tonico (Guilherme Vieira), e da governanta, Dona Mocinha (Denise Del Vecchio). Durante o baile de boas vindas, ela anuncia que venderá a fábrica e irá retirá-la da cidade. Jezebel, Vivaldo, Terêncio e Conde Klaus (Cláudio Corrêa e Castro), se aliam para impedi-la. Um desses planos é reaproximar Ana e Danilo, sem saber que ambos se odeiam. Ana acredita que foi Danilo que armou para ela ser humilhada no baile, visando não assumir as responsabilidades como pai, enquanto Danilo acredita que Ana se casou com Ludovico para dar um "golpe do baú". Danilo, noivo de Olga, a enrola por sete anos para se casar. O casamento, não acontece, pois Danilo é alvo de uma das vinganças de Ana contra Olga.
Sebastian (Tarcísio Filho), sobrinho de Klaus, volta à Ventura a pedido de seu tio. Ele ajuda Jezebel a afastar Reginaldo (Antônio Grassi) do cargo de contador para evitar a venda da fábrica. Eles também mandam sequestrar Tonico, para forjar um ato heroico, e conquistar a mão de Ana em casamento, para o horror de Márcia, que foi enganada por ele. A farsa é desmascarada por Danilo. e o casamento não ocorre. Miguel (Caco Ciocler), filho do primeiro casamento de Ludovico, é cigano e pintor, e é resgatado por Ana após um acidente de balão. Os dois tornam-se bons amigos, para o desgosto de Danilo, que ainda é apaixonado por Ana.
Visando dar a volta por cima após ser rebaixada para vendedora na fábrica, Jezebel, com a ajuda de Sebastian e Olga, reconquista a fábrica e todos os bens deixados por Ludovico após apresentar um falso documento de doação. Ana, então, volta a ficar pobre e tem que retornar para o sítio de sua avó. A moça resolve abrir seu próprio negócio de bombons, usando as receitas secretas deixadas por Ludovico, conseguindo sucesso, já que a fábrica começa a sofrer uma queda na sua produção, além de novas falcatruas armadas por Jezebel. Ana reabre o processo que sofreu e consegue provar que o documento de doação era falso. Jezebel é novamente rebaixada, desta vez para trabalhar na cozinha.
Ana e Danilo descobrem que são apaixonados um pelo outro e a reaproximação começa a ficar mais forte com as armações de Bárbara e Olga vindo à tona, o qual acaba esclarecendo várias dúvidas do passado. Mesmo passando por novas armações das vilãs e os ciúmes que um tem pelo outro, os dois terminam felizes e juntos constroem uma família.

## Elenco
| Intérprete                 | Personagem                                                  |
| -------------------------- | ----------------------------------------------------------- |
| Mariana Ximenes            | Ana Francisca Mariano da Silva Canto e Mello (Aninha)       |
| Murilo Benício             | Danilo Rodrigues Albuquerque                                |
| Elizabeth Savalla          | Jezebel Canto e Mello                                       |
| Priscila Fantin            | Olga Gonçalves Lima                                         |
| Drica Moraes               | Márcia Mariano da Silva                                     |
| Marcello Novaes            | Timóteo Mariano da Silva                                    |
| Ângelo Paes Leme           | Soldado Peixoto                                             |
| Fúlvio Stefanini           | Prefeito Vivaldo Albuquerque                                |
| Lília Cabral               | Bárbara Albuquerque                                         |
| Tarcísio Filho             | Sebastian von Burgo                                         |
| Caco Ciocler               | Miguel Torres Santana                                       |
| Rodrigo Faro               | Guilherme Oliveira Fernandes                                |
| Samara Felippo             | Celina Costa Andrade                                        |
| Nívea Stelmann             | Maria da Graça Costa Andrade (Graça)                        |
| Cláudio Corrêa e Castro    | Conde Klaus von Burgo                                       |
| Laura Cardoso              | Carmem Mariano da Silva (Vó Carmem)                         |
| Osmar Prado                | Margarido Mariano da Silva                                  |
| Denise Del Vecchio         | Mirtes Limeira (Dona Mocinha)                               |
| Rosamaria Murtinho         | Margot Oliveira Fernandes                                   |
| Ernani Moraes              | Delegado Terêncio Gonçalves Lima                            |
| Tânia Bondezan             | Marieta Gonçalves Lima                                      |
| Antônio Grassi             | Reginaldo Andrade                                           |
| Guilherme Vieira           | Antônio Mariano da Silva Canto e Mello Albuquerque (Tonico) |
| Marcela Barrozo            | Estela Albuquerque (Estelinha)                              |
| Kayky Brito                | Bernardete Canto e Mello / Bernardo                         |
| Luíza Curvo                | Cássia Gonçalves Lima                                       |
| Carla Daniel               | Dália                                                       |
| Ary França                 | Epaminondas                                                 |
| Rosane Gofman              | Roseli                                                      |
| Guilherme Piva             | Dr. Paulo                                                   |
| Maria Maya                 | Lili                                                        |
| Andréa Avancini            | Ivete                                                       |
| Renato Rabello             | Padre Eurico                                                |
| Gabriel Azevedo            | Fabrício                                                    |
| Victor Pecoraro            | Maurício von Burgo                                          |
| Juliana Alves              | Selma Cardoso de Almeida                                    |
| Sabrina Rosa               | Vera Cardoso de Almeida                                     |
| Alexandre Barillari        | Beto                                                        |
| Luís Antônio do Nascimento | Vítor Cardoso de Almeida (Joia)                             |
| Samuel Melo                | Vinícius Cardoso de Almeida (Beleza)                        |
| Yeda Dantas                | Cândida                                                     |
| Hilda Rebello              | Matilde                                                     |
| Mônica Carvalho            | Gigi                                                        |
| Marcelo Barros             | Araújo                                                      |
| Bruno Pereira              | Thiago                                                      |
| Sabrina de Souza           | Darlene                                                     |
| Viviane Porto              | Inácia                                                      |
| Ricardo Martins            | Quincas                                                     |
| Lucy Mafra                 | Venúsia                                                     |
| Jean Felipe                | Palito                                                      |
| Renato Chocair             | Eugênio                                                     |
| Francisco Fortes           | Astolfo                                                     |

### Participações especiais
| Intérprete                | Personagem                        |
| ------------------------- | --------------------------------- |
| Ary Fontoura              | Ludovico Canto e Mello            |
| Charles Myara             | Juca Mariano da Silva             |
| Patrícia França           | Drª. Sofia Mendonça               |
| Walney Costa              | Coronel Leitão, Assassino de Juca |
| Lucinha Lins              | Elvira Rodrigues Albuquerque      |
| Lauro Góes                | Leonardo Rodrigues Albuquerque    |
| Jorge Fernando            | Palhaço Crispim                   |
| Marcos Frota              | Morcego Voador                    |
| Daniel Barcellos          | Amadeu                            |
| Maria Sílvia              | Dona Micaela                      |
| Rosina Lobosco            | Pureza                            |
| Élida L'Astorina          | Paula                             |
| Sérgio Fonta              | Mestre Lael                       |
| Carlos Alberto            | Juiz Almerindo                    |
| Roberto Bomtempo          | Juvenal                           |
| Sônia de Paula            | Dinorá                            |
| Cássia Linhares           | Nádia                             |
| Malu Valle                | Ismênia                           |
| Jardel Mello              | Romão                             |
| Isaac Bardavid            | Paulo                             |
| Gustavo Ottoni            | Meirinho                          |
| Marco Miranda             | Ladislau                          |
| Fernanda Lobo             | Lulu Parmê[carece de fontes?]     |
| Keruse Bongiolo           | Camélia                           |
| Odilon Wagner             | pretendente de Jezebel            |
| Cláudia Borioni           | madre superiora                   |
| Mário César Camargo       | maquinista                        |
| José Carlos Sanches       | motorista                         |
| José Steimberg            | médico                            |
| Paulão Duplex             | homem forte do Circo Brasilis     |
| Miriam Pires              | parteira de Graça                 |
| Armando Paiva             | morador de Ventura                |
| Adriana Figueiredo        | Esposa de Reginaldo               |
| Guilherme Leicam          | coroinha                          |
| Zezé Di Camargo & Luciano | Cascão & Cascudo                  |
| Sarah Maciel              | Bernardete (criança)              |

## Produção

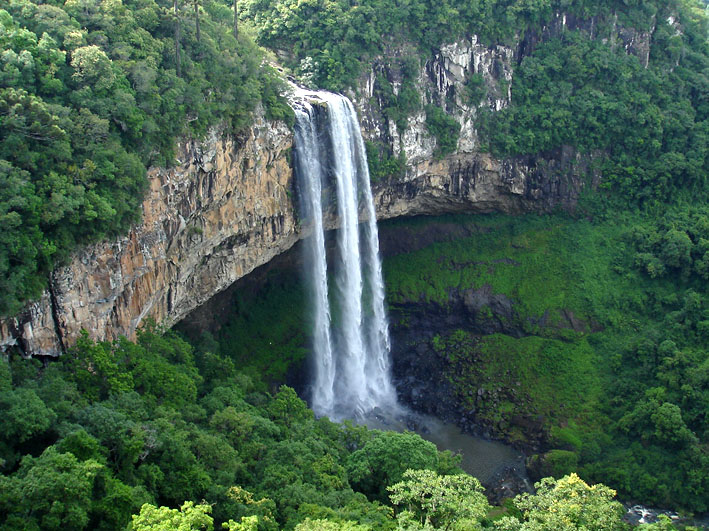
As primeiras cenas da novela foram gravadas em Canela, no Rio Grande do Sul

Walcyr Carrasco citou como inspiração para escrever a novela a opereta A Viúva Alegre, escrita pelo músico austríaco Franz Lehár em 1905, que narra a história de um conde que tenta seduzir uma rica e jovem viúva para salvar um pequeno país da falência, e também na peça de teatro A Visita da Velha Senhora, escrita pelo suíço Friedrich Dürrenmatt em 1956, contando a história de uma rica mulher que retorna a sua cidade natal para se vingar do homem que a magoou e não assumiu a paternidade de seu filho, embora ela seja a esperança de todos de reestruturar o local. Antes da estreia a trama recebeu classificação 12 anos pelo Ministério da Justiça, o que impedia sua exibição antes das 20h. Após alguns cortes e readequações, a novela foi reclassificada como livre, podendo estrear no horário.
As primeiras gravações da novela começaram na Argentina, em junho de 2003, mostrando a história de Ana Francisca e Ludovico fora do país, utilizando como cenário alguns pontos como Teatro Colón, o centro de Buenos Aires e o Parque Rosedal. Mariana Ximenes, Murilo Benício, Priscila Fantin, Samara Felippo, Nívea Stelmann, Laura Cardoso viajaram para Canela, na região serrana do Rio Grande do Sul, para gravarem as cenas da primeira fase, sendo que os pontos turísticos do Parque Estadual do Caracol foram utilizados sobrepostos para as cenas aéreas externas da novela. A maior parte do elenco viajou também para São Francisco de Paula, também no Rio Grande do Sul, onde foi gravada a cena inicial do desfile municipal em comemoração ao aniversário da cidade, utilizando como locação a Ponte de Ferro do Passo do Inferno, no Parque da Cachoeira. Também houve gravações na região serrana do Rio de Janeiro e em São Lourenço, sul de Minas Gerais. Para divulgar a novela, a emissora firmou uma parceria com 23 restaurantes do Rio de Janeiro e 12 de São Paulo para lançar sobremesas à base de chocolate e pimenta criadas especialmente por confeiteiros para a trama, permanecendo nos cardápios por alguns meses.

### Escolha do elenco
Mariana Ximenes foi reservada para a novela ainda em 2002 especialmente a pedido do autor, que já havia trabalhado com ela em Fascinação e A Padroeira. Thiago Fragoso havia sido cotado para interpretar Danilo após a grande repercussão de seu par com Mariana em A Casa das Sete Mulheres, porém o ator acabou sendo escalado antes para a novela anterior do horário, Agora É que São Elas; Murilo Benício ficou com o papel. Priscila Fantin, Marcello Novaes, Elizabeth Savalla, Drica Moraes, Lília Cabral, Nívea Stelmann e Samara Felippo foram os primeiros nomes escalados para a novela. Gabriel Azevedo e Bruno Pereira, que trabalhavam juntos no seriado Bambuluá, tiveram que passar pelos testes com outros 30 atores adolescentes antes de serem aprovados. Luís Melo interpretaria Reginaldo, mas devido uma lesão no joelho, o ator teve deixar a trama e foi substituído por Antônio Grassi. Acreditando que o romance de Danilo e Ana Francisca precisava de um quarto pilar para ser estremecido, o autor criou o personagem de Caco Ciocler, que entrou na história no capítulo 93 em 24 de dezembro de 2003.
Em dezembro de 2003 Lília Cabral precisou se afastar das gravações por problemas de saúde, tendo seu sumiço explicado pela personagem Bárbara ter fugido com o circo, sendo que esta retornou no capítulo de 11 de fevereiro de 2004. A atriz não precisou raspar a cabeça para aparecer careca, utilizando uma pele de látex que cobria da testa até a nuca, disfarçada com uma maquiagem especial. Patrícia França entrou na reta final, a partir de 8 de março de 2004, para interpretar a advogada de Jezebel. A dupla Zezé de Camargo & Luciano fez uma participação rápida nas últimas semanas da trama, como Casca e Cascudo, respectivamente; na história, Cascudo desperta o interesse de Dália (Carla Daniel), que acaba indo embora com a dupla.

### Cenografia e figurinos

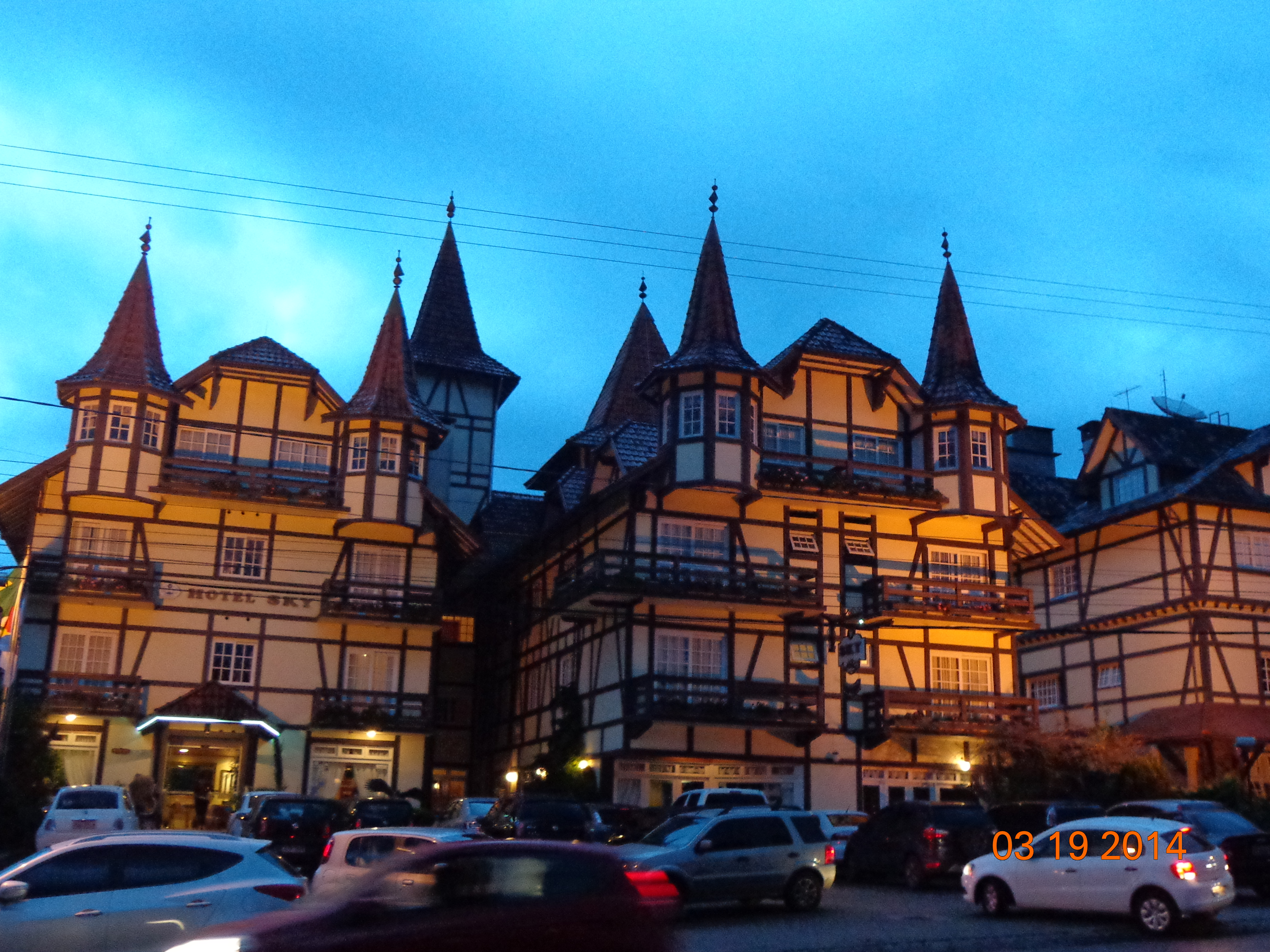
A arquitetura da cidade cenográfica de Ventura foi inspirada em Gramado, no Rio Grande do Sul

Gramado foi utilizada como referência para a criação da arquitetura da cidade cenográfica de Ventura. Os chocolates e os doces que apareciam nas cenas, apesar de parecerem verídicos, eram cenográficos. Os cenografistas José Cláudio Ferreira dos Santos e Eliane Heringer foram responsáveis por desenvolver a cidade cenográfica nos Estúdios Globo, livremente inspiradas nas cidades sulistas colonizadas por holandeses e suíços. A cidade cenográfica contou com 6 mil m², distribuída entre as fachadas das casas, do hotel, uma praça central e um rio cenográfico que percorria toda a cidade, que estava um nível acima. A cidade cenográfica foi reciclada da mesma utilizada em O Beijo do Vampiro, que também tinha um lago e casarões ao estilo europeu. O hotel da personagem Margot foi inspirada no hotel Palácio Quitandinha, construido em 1944 em Petrópolis, no Rio de Janeiro, inspirado na arquitetura francesa da década de 1920, enquanto a igreja foi inspirada na Matriz de Nova Trento, de Santa Catarina.
O único cenário fora dos estúdios da emissora, que precisava ser externo, foi o sítio da família de Ana Francisca, o qual foi utilizado um sítio real localizado no bairro de Camorim, próximo da TV Globo. O figurinista Lessa de Lacerda foi responsável por pesquisar e desenvolver todas as roupas temáticas da década de 1920, onde se passava a trama, buscando referências no próprio álbum da família e contando com o auxílio do supervisor de caracterização Sérgio Azevedo, além de uma equipe de costureiras, bordadeiras e uma chapeleira para a confecção das peças. Só para a personagem de Mariana Ximenes foram desenvolvidos mais de 40 vestidos pretos apenas para sua fase de luto, uma vez que a personagem não repetia roupas, inspirados nas peças da estilista Madeleine Vionnet da época, enquanto as peças de Elizabeth Savalla foram referenciadas pelo estilo do estilista russo Erté, mais sofisticadas e pomposas.

## Exibição

### Exibição Internacional
Chocolate com Pimenta foi lançada no mês de maio de 2004 no mercado externo, a novela foi vendida para diversos países, como: Cazaquistão, Argentina, Chile, Guatemala, Paraguai, Peru, El Salvador, Sérvia e Montenegro, Equador, Venezuela, Ucrânia, Romênia, Moldávia, Bósnia, Portugal, Uruguai, Moçambique, Nicarágua, Costa Rica, Estados Unidos, Honduras e Timor-Leste.

Mariana Ximenes, como a protagonista 'Ana Francisca' no pôster de Chocolate com Pimenta, no streaming Globoplay.

### Reprises
Foi reprisada pela primeira vez no Vale a Pena Ver de Novo entre 24 de julho de 2006 a 26 de janeiro de 2007, em 135 capítulos, substituindo A Viagem e sendo substituída por Era uma Vez.... Foi reprisada pela segunda vez no Vale a Pena Ver de Novo entre 12 de março a 21 de setembro de 2012, em 140 capítulos, substituindo Mulheres de Areia e sendo substituída por Da Cor do Pecado.
Foi reprisada na íntegra pelo Viva entre 20 de abril a 19 de dezembro de 2020, na faixa das 15h30, substituindo sua sucessora original Cabocla e sendo substituída por A Viagem. Devido ao seu sucesso e atendendo a pedidos do público – a trama foi, juntamente com O Clone, responsável pelos maiores índices de audiência do Viva no ano –, o canal passou a apresentar aos domingos (iniciando em 2 de agosto de 2020), uma "maratona" de cinco horas com os seis capítulos da reprise da telenovela exibidos durante a semana.
Foi reprisada pela terceira vez na faixa intitulada Edição Especial, que é dedicada a títulos dos horários das 18h e das 19h, entre 26 de setembro de 2022 a 30 de junho de 2023, em 190 capítulos, substituindo O Cravo e a Rosa e sendo substituída por Mulheres de Areia (sua antecessora na reprise de 2012 no Vale a Pena Ver de Novo). O compacto dos melhores momentos da semana da novela foi exibido aos sábados apenas para os estados da Bahia, Ceará e Goiás.
Esta reapresentação, no entanto, foi dividida em duas partes, com a primeira indo ao ar até o dia 18 de novembro e a segunda começando a partir do dia 29 do mesmo mês. A novela teve sua exibição suspensa entre os dias 21 e 28 de novembro em razão da cobertura da fase de grupos da Copa do Mundo FIFA de 2022, já que o horário dos jogos coincidiu com a faixa de sua exibição. Também não foi exibida nos dias 5 de dezembro, em razão da cobertura jornalística que antecedeu o jogo entre Brasil e Coreia do Sul, 6 de dezembro, por conta da prorrogação da partida entre Marrocos e Espanha, e 9 de dezembro, por causa da prorrogação da partida entre Brasil e Croácia, todas pela Copa do Mundo. Em 19 de abril de 2023, a novela foi reclassificada pelo Ministério da Justiça de "livre para todos os públicos" para "não recomendada para menores de 12 anos". Posteriormente, o órgão reclassificou a trama, desta vez de 12 para "não recomendado para menores de 10 anos".

### Outras Mídias
Em 18 de janeiro de 2021, foi disponibilizada pelo Globoplay, como parte do Projeto Resgate, sendo disponibilizada na versão exibida pelo Viva com a imagem no formato 16:9. Em 25 de novembro de 2024, foi atualizada pela plataforma de streaming da Globo como parte do Projeto Originalidade, com a atualização para o formato de exibição original; com o formato de imagem restaurado em 4:3, além de aberturas, vinhetas de intervalo e encerramento originais.

## Recepção

### Exibição original
O primeiro capítulo, exibido em 8 de setembro de 2003, teve média de 35 pontos, número superior ao das antecessoras Agora É que São Elas e Sabor da Paixão, que marcaram na estreia 28 e 29 pontos, respectivamente. Segundo dados consolidados, a trama alcançou naquele capítulo 43 pontos de média, a segunda maior audiência da trama. Neste dia foram ao ar as cenas do baile, em comemoração ao retorno de Ana Francisca (Mariana Ximenes) à Ventura. Sua menor audiência foi de 23 pontos, alcançada em 25 de outubro. Seu último capítulo teve média de 45 pontos na Grande São Paulo. Considerando-se os números nacionais, a trama chegou a 68 pontos. Teve média geral de 35,2 pontos, tornando-se a segunda novela das 18h de maior audiência da década de 2000, sendo superada apenas por Alma Gêmea, também escrita por Walcyr Carrasco e dirigida por Jorge Fernando.

### Primeira e segunda reprise
Na primeira reprise de 2006, no Vale a Pena Ver de Novo, Chocolate com Pimenta obteve uma média geral de 20,9 pontos.
No primeiro capítulo de sua segunda reprise, exibido no dia 12 de março de 2012, a trama de Walcyr Carrasco conseguiu a mesma audiência da antecessora, Mulheres de Areia, 15 pontos. Em seu segundo capítulo, exibido no dia 13 de março, Chocolate com Pimenta manteve a audiência de Mulheres de Areia e O Clone, bem como de seu primeiro capítulo, 15 pontos. Em seu penúltimo capítulo, exibido no dia 20 de setembro, a trama conseguiu 17 pontos. Em seu último capítulo, exibido no dia 21 de setembro, a audiência foi de 18 pontos.

### Terceira reprise
Na reestreia em 26 de setembro de 2022, a novela conquistou 16 pontos de média, 16,3 de pico e 30,6% de share de televisores sintonizados, superando os 10 pontos da estreia da antecessora na faixa, O Cravo e a Rosa.
Em 2 de dezembro, a novela bate seu único recorde com 21,3 pontos, sendo impulsionada pela espera do jogo da seleção brasileira contra a seleção camaronesa pela Copa do Mundo FIFA de 2022. A trama também ficou à frente da média da novela das sete Cara e Coragem, além de encostar na trama das nove Travessia.
O último capítulo registrou 14,4 pontos, 15,1 de pico e 34,5% de share. Teve média geral de 13 pontos, mantendo os bons números da faixa de edições especiais.

## Prêmios e indicações
| Ano  | Prêmio                       | Categoria                | Indicação                        | Resultado |
| ---- | ---------------------------- | ------------------------ | -------------------------------- | --------- |
| 2003 | Melhores do Ano              | Melhor Ator Coadjuvante  | Marcello Novaes                  | Indicado  |
| 2003 | Melhores do Ano              | Melhor Ator Mirim        | Kayky Brito                      | Venceu    |
| 2003 | Melhores do Ano              | Melhor Atriz Mirim       | Marcela Barrozo                  | Indicada  |
| 2003 | Melhores do Ano              | Música de Novela         | "Além do Arco-Íris", Luíza Possi | Indicada  |
| 2003 | Prêmio Arte Qualidade Brasil | Melhor Novela            | Melhor Novela                    | Indicado  |
| 2003 | Prêmio Arte Qualidade Brasil | Melhor Autor             | Walcyr Carrasco                  | Indicado  |
| 2003 | Prêmio Arte Qualidade Brasil | Melhor Ator              | Murilo Benício                   | Indicado  |
| 2003 | Prêmio Arte Qualidade Brasil | Melhor Atriz             | Mariana Ximenes                  | Indicada  |
| 2003 | Prêmio Arte Qualidade Brasil | Melhor Atriz             | Elizabeth Savalla                | Indicada  |
| 2003 | Prêmio Arte Qualidade Brasil | Melhor Ator Coadjuvante  | Osmar Prado                      | Indicado  |
| 2003 | Prêmio Arte Qualidade Brasil | Melhor Atriz Coadjuvante | Drica Moraes                     | Indicada  |
| 2003 | Prêmio Arte Qualidade Brasil | Melhor Atriz Coadjuvante | Laura Cardoso                    | Indicada  |
| 2003 | Prêmio Arte Qualidade Brasil | Melhor Diretor           | Jorge Fernando                   | Indicado  |
| 2004 | Prêmio Contigo! de TV        | Melhor Novela            | Melhor Novela                    | Indicado  |
| 2004 | Prêmio Contigo! de TV        | Melhor Autor             | Walcyr Carrasco                  | Indicado  |
| 2004 | Prêmio Contigo! de TV        | Melhor Atriz             | Mariana Ximenes                  | Indicada  |
| 2004 | Prêmio Contigo! de TV        | Melhor Ator              | Murilo Benício                   | Indicado  |
| 2004 | Prêmio Contigo! de TV        | Melhor Atriz Coadjuvante | Elizabeth Savalla                | Indicada  |
| 2004 | Prêmio Contigo! de TV        | Melhor Ator Coadjuvante  | Osmar Prado                      | Venceu    |
| 2004 | Prêmio Contigo! de TV        | Melhor Ator Revelação    | Ary França                       | Indicado  |
| 2004 | Prêmio Contigo! de TV        | Melhor Atriz Infantil    | Marcela Barrozo                  | Indicada  |
| 2004 | Prêmio Contigo! de TV        | Melhor Ator Infantil     | Guilherme Vieira                 | Indicado  |
| 2004 | Prêmio Contigo! de TV        | Melhor Diretor           | Jorge Fernando                   | Indicado  |
| 2004 | Prêmio Contigo! de TV        | Melhor Maquiagem         | Sérgio Azevedo                   | Indicado  |
| 2004 | Troféu Leão Lobo             | Melhor atriz coadjuvante | Laura Cardoso                    | Venceu    |

## Trilha sonora

### Chocolate com Pimenta
Chocolate com Pimenta, comumente chamado de  Chocolate com Pimenta - Nacional, é o primeiro álbum da trilha sonora da homônima telenovela brasileira exibida entre 2003 e 2004 pela Rede Globo, que foi lançado em CD, pela Som Livre em 2003. 

#### Lista de faixas
| N.º            | Título                                                     | Compositor(es)                                           | Artista(s)                | Duração |  |
| 1.             | "Além do Arco-Íris" ("Over the Rainbow")                   | Harold Arlen Yip Harburg Luíza Possi ( versão )          | Luíza Possi               | 3:48    |  |
| 2.             | "Tristeza do Jeca"                                         | Angelino de Oliveira                                     | Zezé di Camargo & Luciano | 3:44    |  |
| 3.             | "Sensação" ("Baby Face")                                   | Harry Akst Benny Davis Dudu Falcão (versão)              | KLB                       | 2:34    |  |
| 4.             | "Encontro (Por um Instante o Amor)" ("L'incontro")         | Alessio Bonomo Andrea Bocelli Francesco Sartori (Versão) | Fábio Nestares            | 3:47    |  |
| 5.             | "Toda Vez Que Eu Digo Adeus" ("Ev'ry Time We Say Goodbye") | Cole Porter Carlos Rennó (Versão)                        | Cássia Eller              | 4:05    |  |
| 6.             | "Voa Bicho"                                                | Telo Borges Márcio Borges                                | Milton Nascimento         | 4:00    |  |
| 7.             | "Pra Lembrar de Nós"                                       | Vanessa Rangel Ary Sperling                              | Flávio Venturini          | 3:23    |  |
| 8.             | "Ta-hí (Pra Você Gostar de Mim)"                           | Joubert de Carvalho Tom Zé Marcelo Segreto               | Eduardo Dussek            | 3:23    |  |
| 9.             | "Urubu Malandro"                                           | Lourival de Carvalho (adapt.) João de Barro (adapt.)     | Abraçando Jacaré          | 3:07    |  |
| 10.            | "Sensível Demais"                                          | Jorge Vercillo                                           | Nalanda                   | 3:14    |  |
| 11.            | "Valsa Brasileira"                                         | Edu Lobo Chico Buarque                                   | Luiz Melodia              | 3:38    |  |
| 12.            | "De um Jeito que Não Sai"                                  | Ivan Lins Ronaldo Monteiro                               | Leila Pinheiro            | 4:17    |  |
| 13.            | "Apanhei-te Mini Moog"                                     | Mú Carvalho                                              | Mú Carvalho               | 3:17    |  |
| 14.            | "Chocolate com Pimenta"                                    | Aldir Blanc M. Carvalho                                  | Deborah Blando            | 2:26    |  |
| Duração total: | Duração total:                                             | Duração total:                                           | Duração total:            | 48:43   |  |

### Chocolate com Pimenta - Internacional
Chocolate com Pimenta - Internacional é o segundo álbum da trilha sonora da homônima telenovela brasileira exibida entre 2003 e 2004 pela Rede Globo, que foi lançado em CD, pela Som Livre em 2003. 

#### Lista de faixas
| N.º            | Título                                        | Compositor(es)                            | Artista(s)                                | Duração |  |
| 1.             | "I'm In The Mood For Love"                    | Jimmy McHugh Dorothy Fields               | Rod Stewart                               | 3:06    |  |
| 2.             | "Everytime We Say Goodbye"                    | Cole Porter                               | Steve Tyrell                              | 3:30    |  |
| 3.             | "Hey There"                                   | Richard Adler Jerry Ross                  | Bette Midler                              | 3:29    |  |
| 4.             | "Somewhere Over the Rainbow"                  | Yip Harburg Harold Arlen                  | Luiza Possi                               | 3:11    |  |
| 5.             | "In The Mood"                                 | Andy Razaf Joe Garland                    | Glenn Miller and His Orchestra            | 3:40    |  |
| 6.             | "Puttin' On the Ritz"                         | Irving Berlin                             | Fred Astaire                              | 2:50    |  |
| 7.             | "Night and Day"                               | Porter                                    | Ella Fitzgerald e Buddy Bregman Orchestra | 3:04    |  |
| 8.             | "Mack the Knife (Moritait)"                   | Kurt Weill Bertolt Brecht Marc Blitzstein | Louis Armstrong                           | 3:20    |  |
| 9.             | "Stormy Weather (Keeps Rainin' All the Time)" | Harold Arlen Ted Koehler                  | Etta James e Condutor Riley Hampton       | 3:06    |  |
| 10.            | "Lover" (instrumental)                        | Richard Rodgers Lorenz Hart               | John Williams & The Boston Pops           | 3:20    |  |
| 11.            | "Chocolate Waltz" (instrumental)              | John Windsor                              | The John Windsor Company                  | 1:53    |  |
| 12.            | "Good Old Times" (instrumental)               | Fabio Almeida Ian Duarte                  | Swinging Jellys                           | 2:08    |  |
| 13.            | "Curly Little Girl" (instrumental)            | Almeida Duarte                            | Charlie Robins Band                       | 2:02    |  |
| Duração total: | Duração total:                                | Duração total:                            | Duração total:                            | 38:39   |  |